# 核沸騰
核沸騰（かくふっとう、英: Nucleate boiling）は、伝熱面温度から液体の飽和温度を差し引いた伝熱面過熱度がある値を超えたところから生じる沸騰現象で、伝熱面上にランダムに分布した発泡点より気泡が発生する沸騰の形態である。伝熱面過熱度をさらに大きくすると気泡が合体するようになり、ある上限を超えると合体した気泡が伝熱を阻害するようになる。この核沸騰の上限を与える熱流束を限界熱流束（英: Critical heat flux, CHF）と呼ぶ。1気圧下の水の沸騰曲線の一例である下図の沸騰曲線では104℃ から 130℃ の範囲で核沸騰が生じており、グラフの変曲点として現れているのが限界熱流束点である。ただし、この温度は伝熱面の性状や寸法等によって変化するため、あくまで一例である。

## 機構

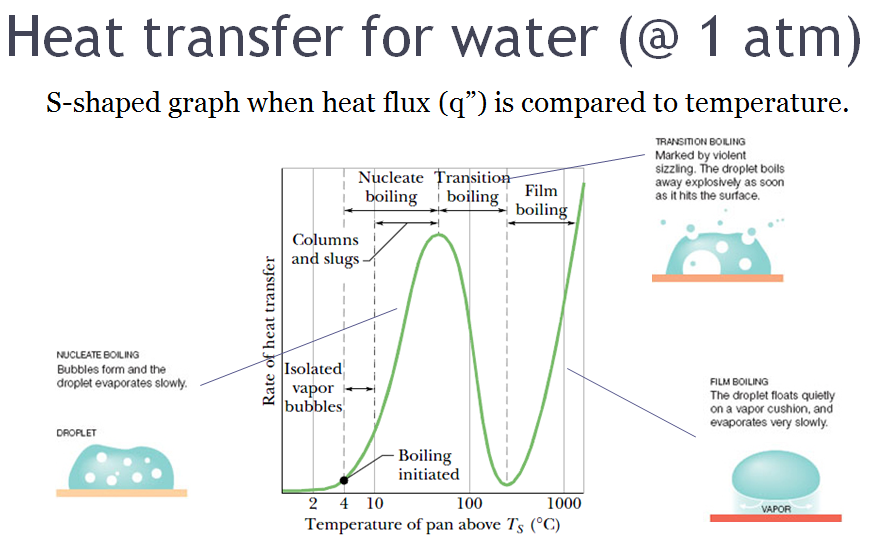
ホットプレート上での水の沸騰曲線。縦軸は熱流束 q、横軸は水の飽和温度 T_{S} を何度上回っているか（伝熱面過熱度）を示す。

核沸騰とは、伝熱面上にランダムに分布したキャビティと呼ばれる微小なくぼみから気泡が発生する沸騰様態で、核沸騰が起こる温度領域は2つに区分することができる。伝熱面過熱度の小さい低熱流束域で気泡が互いに干渉することなく発生・成長・離脱する孤立泡域と（図の沸騰曲線では伝熱面過熱度4 〜 10℃）、伝熱面過熱度が大きい高熱流束域で気泡同士が合体して蒸気塊を形成する合体泡域あるいは気泡干渉域である（右沸騰曲線の伝熱面過熱度10℃から限界熱流束点まで）。温度や熱流束の値は伝熱面の表面性状（例: 粗さ、汚れ）や寸法、姿勢、流速等に影響される。例えば伝熱面が粗い場合にはキャビティが多く存在し気泡核が成長しやすいために沸騰開始温度は低く熱伝達率は高くなる傾向にあり、平滑面では逆となる。
伝熱面過熱度がある値を超えると合体した気泡が伝熱面から液への熱の移動を阻害するようになり、伝熱面過熱度の上昇に伴い熱流束が低下する特異な傾向を示す（遷移沸騰域）。核沸騰域から遷移沸騰域へ移行する際に現れる熱流束の最大点を限界熱流束点と呼ぶ。
核沸騰では一般的に数℃から数十℃の伝熱面過熱度のもとで数万から百万kW/m2程度の大きい熱流束を伝達することができるため、伝熱手段として実用上非常に優れており多くの機器で使われている。しかし、沸騰機器の設計の際には限界熱流束の存在を考慮して安全限度を設定しなければならない。
核沸騰は非常に効率の良い伝熱の形態であり宇宙空間での熱マネジメントにも有用と考えられるが、低重力の条件下においては一般化した予測式は得られておらず、さらなる研究が必要である。

## 沸騰と熱移動との相関
適度な温度差において高い熱流束が得られるため、核沸騰は工学的に重要である。次の形の相関があることが解っている。
{\displaystyle Nu_{\mathrm {b} }=C_{fc}(Re_{\mathrm {b} },Pr_{\mathrm {L} })}
ここでNu b はヌセルト数、Pr L は液体のプラントル数、Re b は泡のレイノルズ数であり、次のように定義される。
{\displaystyle Nu_{\mathrm {b} }={\frac {(q/A)D_{\mathrm {b} }}{(T_{\mathrm {s} }-T_{\mathrm {sat} })k_{\mathrm {L} }}},}
{\displaystyle Re_{\mathrm {b} }={\frac {D_{\mathrm {b} }G_{\mathrm {b} }}{\mu _{\mathrm {L} }}}}
ここでq /A は全熱流束、D b は表面を離れる泡の最大直径、T s - Tsat は伝熱面過熱度、k L は液体の熱伝導率、G b は蒸気が表面を離れる質量平均速度、μL は液体の粘度である。
また、Rohsenow によって現在核沸騰に対して最も広く用いられている式が考え出された。
{\displaystyle {\frac {q}{A}}=\mu _{\mathrm {L} }h_{fg}\left[{\frac {g(\rho _{\mathrm {L} }-\rho _{\mathrm {v} })}{\sigma }}\right]^{\frac {1}{2}}\left[{\frac {C_{\mathrm {pL} }(T_{\mathrm {s} }-T_{\mathrm {sat} })}{C_{\mathrm {sf} }\,h_{\mathrm {fg} }\,Pr_{\mathrm {L} }^{1.7}}}\right]^{3}}
ここでC pL は液体の熱容量、C sf は液体／伝熱面の組み合わせによって変化する係数である。例えば水／ニッケルではC sf = 0.006である。
| 液体/表面                         | C sf   |
| --------------------------------- | ------ |
| 水/銅                             | 0.013  |
| 水/ニッケル                       | 0.006  |
| 水/白金                           | 0.013  |
| 水/黄銅                           | 0.006  |
| 水/ステンレス鋼（機械的研磨）     | 0.0132 |
| 水/ステンレス鋼（化学エッチング） | 0.0133 |
| 水/ステンレス鋼（研削・研磨）     | 0.080  |
| 四塩化炭素/銅                     | 0.013  |
| ベンゼン/クロム                   | 0.0101 |
| n-ペンタン/クロム                 | 0.015  |
| エタノール/クロム                 | 0.0027 |
| 2-プロパノール/銅                 | 0.0025 |
| 1-ブタノール/銅                   | 0.003  |

## 核沸騰限界
熱流束が系の限界熱流束（CHF）を超えると、液体のバルク部分が急激に沸騰する。これによって大きな泡ができ、液体の通路を塞ぐこともある。このような核沸騰の上限となる点を、限界熱流束点、極大熱流束点、バーンアウト点、核沸騰限界点（departure from nucleate boiling point、DNB点）などと呼ぶ。
遷移沸騰では膜沸騰と核沸騰が空間的・時間的に共存、繰り返していると考えられるが、詳細は明らかにされているとは言い難い。温度の上昇につれて、蒸気の膜が覆う面積は増えていく。蒸気の熱伝導率は液体より低いため、対流熱伝達率と熱流束は減少していく。